# Athletic 220 FC
El Athletic 220 FC (en mongol: Атлетик 220) es un equipo de fútbol de Mongolia que juega en la Liga de Fútbol de Mongolia, la primera división nacional.

## Historia
Fue fundado en el año 2016 en la capital Ulán Bator como equipo de segunda división, logrando ascender a la primera división en su primera temporada.
Dos años después gana la Copa de Mongolia y en 2020 es campeón de liga por primera vez, logrando la clasificación a la Copa AFC 2021, su primer torneo internacional, en el que fueron eliminados en la fase de grupos.

## Palmarés
- Liga de Fútbol de Mongolia: 2

2020, 2021
- Copa de Mongolia: 1

2018

## Participación en competiciones de la AFC
| Temporada | Torneo  | Ronda   | Club        | Casa | Visita | Global   |
| --------- | ------- | ------- | ----------- | ---- | ------ | -------- |
| 2021      | AFC Cup | Grupo J |             |      |        |          |
| 2021      | AFC Cup | Grupo J | Tainan City | 0–3  | 0–3    | 4° Lugar |
| 2021      | AFC Cup | Grupo J | Eastern     | 0–1  | 0–1    | 4° Lugar |
| 2021      | AFC Cup | Grupo J | Lee Man     | 1–5  | 1–5    | 4° Lugar |
| 2022      | AFC Cup | Playoff | Lee Man     | 1–2  | 1–2    |          |